# Margerita Hak
Margerita Hak (ital. Margherita Hack; Firenca, 12. jun 1922 – 29. jun 2013) bila je italijanski astrofizičar. Pored bavljenja astrofizikom i popularizacijom nauke ostaje zapamćena kao borac za ljudska prava i prava životinja kao i žestok kritičar italijanskih političara i crkve. Asteroid 8558 Hack, otkriven 1995. godine, nosi naziv u njenu čast.

## Biografija
Margeritin otac, Roberto Hak, bio je računovođa švajcarskog porekla dok je njena majka, Marija Luiza Pogezi, Italijanka poreklom iz Toskane, kao diplomac Akademije lepih umetnosti u čuvenoj galeriji Ufici radila kao minijaturista. Iako odgajani u duhu veorispovesti svojih porodica, otac Roberto kao protestant a majka Marija Luiza kao rimokatolkinja, oboje su odrekli religije te se učlanili u Italijansko teozofsko društvo. Roberto Hak je određeno vreme vršio dužnost sekretara ove organizacije.
Po pohađanju klasičnog liceja koji nosi ime po čuvenom italijanskom naučniku Galileu Galileju, Margerita 1945. diplomira na Univerzitetu u Firenci, ostvarujući 101 od mogućih 110 bodova. Tokom samih studija nije polagala ispite, budući da je u jeku bio Drugi svetski rat. Diplomski rad napisala je na temu cefeida, a građu za sam rad skupljala je stažirajući u observatoriji Arćetri kojom je u to vreme upravljao Đorđo Abeti.
Osim naukom, Margerita se u mladosti, takođe uspešno, bavila sportom. Na univerzitetskim šampionatima pobeđivala je u skoku u dalj te skoku u vis. Bavila se i košarkom. Pored sporta, od ranog detinjstva je bila vegetarijanac, te je napisala i knjigu u kojoj iznosi razloge iz kojih se opredelila za takve prehrambene navike.
29. februara 1944. udala se za prijatelja iz detinjstva, Alda De Rosu. Kroz šalu je često govorila da je jedino za svoje venčanje bila u crkvi, kako bi ispunila zahtev majke njenog budućeg supruga, inače veoma religiozne osobe.
U junu 2013. godine hospitalizovana je zbog srčanih tegoba koje je imala već dve godine. Odbila je predlog lekara da se podvrgne operaciji srca. Preminula je u četiri sata i trideset minuta ujutro, 29. juna 2013. godine, u bolnici u Trstu. Njen suprug, kao i njenih osam mačaka i jedan pas, nadživeli su je. Kao poklon Trstu, gradu u kom je provela najveći deo svog života, ostavila je svoju kolekciju knjiga iz astronomije koja broji oko 24000 dela.

## Naučna delatnost
Kao redovan profesor astronomije na Univerzitetu u Trstu radila je od 1964. godine do 1. novembra 1992, kada je zbog starosti smenjena sa te funkcije. Bila je prva Italijanka koja je vršila dužnost upravnika astronomske opservatorije u Trstu, ujedno i u Italiji, u periodu od 1964. do 1987. godine. Za njenog upravničkog mandata opservatorija je stekla međunarodno priznanje i slavu.
Pored članstva u većini fizičarskih i astronomskih udruženja od značaja, Margerita Hak bila je u direktor Departmana za astronomiju Univerziteta u Trstu u dva mandata, od 1985. do 1991. i od 1994. do 1997. godine. Bila je član Italijanske akademije nauka i umetnosti (klase za matematiku, fiziku i druge prirodne nauke, podklase za astronomiju, geodeziju i geofiziku). Tokom svoje bogate karijere radila je u mnogim evropskim i američkim opservatorijama te je bila dugogodišnji član radnih grupa Evropske svemirske agencije i NASA-e. U rodnoj Italiji vredno je radila na promovisanju nauke, dobivši s vremenom pristup ka nekoliko satelita. Ovaj poduhvat osigurao joj je status uticajne osobe među kolegama širom celog sveta.
Objavila je preko 200 radova u međunarodnim časopisima i nekoliko knjiga, kako iz žanra popularne nauke tako i univerzitetskih udžbenika. 1978. godine osnovala je časopis L'Astronomia koji je izlazio jednom u dva meseca, a čiji je prvi broj izašao u novembru 1979. godine. Kasnije je sa kolegom Koradom Lambertijem radila kao urednik časopisa Le Stelle.